# Dhàhir-ad-Din Tughtikín
Abu-Mansur Dhàhir-ad-Din Tughtikín (àrab: أبو منصور ظاهر الدين طغتكين, Abū Manṣūr Ẓāhir ad-Dīn Ṭuḡtikīn) fou atabeg de Duqaq ibn Tútuix, seljúcida de Damasc, i fundador de la dinastia búrida.
Era un esclau alliberat de Tútuix I. Aquest el va nomenar governador del Diyarbakır i atabeg del seu fill Duqaq. Després el va casar amb la mare de Duqaq, Sàfwat-al-Mulk. El 1095 va esdevenir regent de Duqaq a Damasc i d'aquesta manera va obtenir el poder efectiu del principat. En els següents anys es va viure un conflicte entre Ridwan d'Alep i Duqaq de Damasc; altres conflictes però van sorgir en altres llocs i així per exemple el cadi de Jabala es va revoltar contra Fakhr-al-Mulk ibn Ammar, cadi de Trípoli, que va cridar en ajut a Duqaq, el qual va enviar a Tughtikín, que no va aconseguir prendre la ciutat. El 1097 l'exèrcit croat va penetrar a Síria i va assetjar Antioquia (21 d'octubre de 1097) on era governador Yaghi-Siyan, enemistat amb Ridwan, que va demanar ajut a Duqaq; aquest amb un exèrcit, junt amb Tughtikín va marxar a Antioquia i a al-Bara van trobar un contingent croat important dirigit per Bohemon de Tàrent i Robert Courteheuse que anava a avituallar als croats assetjants; es va lliurar una batalla (31 de desembre de 1097) i els damascens foren derrotats i es van haver de retirar. Yaghi Siyan va cridar llavors a Ridwan i al sultà seljúcida Barkiyaruk, que va encarregar a Kerbogha, emir de Mossul, d'organitzar un exèrcit de socors; Duqaq i Tughtikín amb les seves tropes es van unir a aquest exèrcit el juny de 1098 però les ambicions de Kerbogha i la desconfiança entre els emirs sirians, van fer poc efectiu aquest exèrcit que fou derrotat el 28 de juny de 1098. El croats després de conquerir Antioquia van seguir cap al sud i el cadi de Jabala, inquiet, va vendre la ciutat i fortalesa a Duqaq, que va instal·lar com a governador a Burí Taj-al-Muluk, el fill de Tughtikín; aquest es va comportar com un tirà i els habitants es van revoltar i van cridar el cadi de Trípoli expulsant a Taj-al-Muluk (agost de 1101). El 1103, Janah al-Dawla, emir d'Homs, fou assassinat per Ridwan i els habitants de la ciutat van cridar Duqaq que va enviar a Tughtikín a prendre possessió de la ciutat.
Duqaq va morir el juny de 1104 i Tughtikín va proclamar emir el germà del difunt, Ertash (Muhyi-d-Din Baktaix), però després s'ho va repensar; Ertash va fugir i Tughtikín va posar al tron al fill de Duqaq, de nom Tútuix II i assolí la regència que li donava el poder efectiu en condició d'atabeg. Ja s'havia casat amb la mare de Duqaq i vídua de Tútuix I el que li donava una posició sòlida. Ertash es va refugiar a Baalbek i després a Raheba i va intentar recuperar Damasc amb suport d'Aitegin o Aitekin, senyor de Bosra, però fou refusat i es va haver de refugiar amb Balduí I de Jerusalem que li va prometre suport que mai es va concretar. Tútuix II va morir al cap de poc, encara el 1104 i Tughtikín llavors va acceptar reconèixer la sobirania de Ridwan, el nom del qual es llegiria a la khutba, però va conservar el poder, cosa que només va passar quan les relacions foren bones. Tughtikín va saber imposar la seva autoritat entre l'Hauran al sud i Hamat al nord quedant com el sobirà principal de Síria. Al contrari que Ridwan que no s'interessava per la lluita contra els francs, va fer diverses expedicions contra els croats.
Vers 1106 va atacar als francs que assetjaven Trípoli i va fer un acord amb els croats sobre el repartiment de les collites de la Bekaa però no va poder impedir la conquesta de la ciutat el 1109 (així com altres fortaleses del Líban). Llavors va acollir a Fakhr-al-Mulk i li va donar un feu. Tughtikín va fer una emboscada a Galilea i va fer presoner a Gervasi de Bazoches, senyor de Tiberíades, vers l'11 de maig de 1108. L'emir va proposar la llibertat a Gervasi a canvi de les ciutats de Tiberíades, Acre i Caïffa (Jaffa?), però Gervasi va refusar i fou executat. L'abril de 1110 va assetjar i conquerir Baalbek on va nomenar governador al seu fill Burí Taj-al-Muluk. A final de novembre de 1111, la ciutat de Tir, assetjada per Balduí I, es va posar sota protecció de Tughtikín que va intervenir, ajudat pels fatimites, i va obligar els francs a aixecar el setge el 10 d'abril de 1112. Però va refusar unir-se a la contra-croada de Mawdud ibn Altuntash, emir de Mossul, per temor que aquest no ho aprofités per dominar Síria; el 1113 però es va aliar a Mawdud després de diverses ràtzies organitzades per Balduí I i Tancred de Galilea; l'exèrcit aliat va assetjar Tiberíades però no va poder prendre la ciutat i es va haver de retirar a Damasc en arribar reforços cristians. Mawdud va anar llavors uns dies a Damasc on fou assassinat a la mesquita per dos ismaïlites nizarites (2 d'octubre de 1113); l'opinió pública va acusar Tughtikín d'haver instigat el crim; el 1114 es va aliar a Alp Arslan al-Akhras, el nou emir d'Alep, en contra dels francs, però l'emir alepí fou aviat assassinat (1114).
El 1115 Aq-Súnqur al-Bursuqí, governador de Hamadan, fou enviat pel sultà gran seljúcida per combatre als francs però Tughtikín, altre cop per temor a segones intencions sobre Síria, va preferir aliar-se al regne de Jerusalem con l'emir, a petició de diversos emirs de Síria; però el 1116, jutjant als francs massa forts, va anar a Bagdad per rebre el perdó del sultà i va jugar hàbilment entre les dues forces per mantenir-se independent. Aliat a Ilghazi, atabeg d'Alep, va atacar i assetjar Athareb al principat d'Antioquia però foren vençuts a Danith el 14 d'agost de 1119. El juny de 1120, va anar en ajut d'Ilghazi que estava amenaçat pels francs a Danith. El 1122 el fatimites d'Egipte, que no podien defensar Tir, la van cedir a Tughtikín qui hi va instal·lar una guarnició, però no va poder impedir la conquesta de la ciutat pels croats el 7 de juliol de 1124.
El 1125, al-Bursuqí, l'emir de Mossul i ara d'Alep, va retornar al front d'un exèrcit al que es va unir Tughtikín, però la coalició musulmana fou aplanada a Azaz el 13 de juny. El 25 de gener de 1126 va rebutjar una invasió del rei Balduí II de Jerusalem. A final d'any va envair amb Bursuki el principat d'Antioquia però sense èxit. El 1126, per obscures raons, va cedir la fortalesa de Baniyas als ismaïlites. Es va posar malalt el 1127 i va morir el 12 de febrer de 1128.